# التقای واکه‌ها
در زبان‌ها، هرگاه دو واکه پشت سر هم بیایند، به‌گونه‌ای که هیچ صامتی بین آن‌ها قرار نگیرد به این حالت التقای واکه‌ها یا التقای مصوت‌ها می‌گویند. در بسیاری از زبان‌ها تولید واکه‌های التقایی برای گویشور دشوار است و زبان‌ها بسته به ساخت هجایی و الگوی واج‌آرایی و آوایی خود، از راهکارهای متفاوتی بهره می‌گیرند تا بر این دشواری غلبه کنند، که به اصل پرهیز از التقای مصوت‌ها معروف است.
التقای واکه‌ها هنگامی روی می‌دهد که در دو هجای مجاور، هجای سمت چپ فاقد پایانه و هجای سمت راست فاقد آغازه باشد. التقای واکه‌ها در بازنمایی واجی یا در یک مرحله میانی بین بازنمایی واجی و بازنمایی آوایی رخ می‌دهد. انتظار می‌رود که این پدیده در هر زبانی وجود داشته باشد؛ ولی برطرف کردن آن فقط در زبان‌هایی که وجود آغازه در آن‌ها ضروری است الزامی می‌باشد. التقای واکه‌ها معمولاً با بهره‌گیری از پنج راهکار برطرف می‌شود:
- واکه‌زدایی: حذف یکی از واکه‌ها، یا حذف یک واکه قبل از واکهٔ دیگر
- غلت‌افزایی: یا درج همخوان میانجی، یعنی افزایش یک همخوان غیرهجایی به میان دو واکه
- غلت‌سازی: یا تشکیل غلت، یعنی تبدیل یک واکه به یک همخوان
- ادغام دو واکه
- تبدیل دو واکه به یک واکهٔ مرکب